# Ernst Röhm
 Der er for få eller ingen kildehenvisninger i denne artikel, hvilket er et problem. Du kan hjælpe ved at angive troværdige kilder til de påstande, som fremføres i artiklen.

Ernst Julius Günther Röhm (28. november 1887 – 2. juli 1934) var tysk officer i 1. verdenskrig. Efter krigen blev han medlem af NSDAP i 1920. Han deltog i Adolf Hitlers mislykkede ølkælderkup i 1923. Fra 1931 blev han øverste chef for SA, hvor han efter sigende var den eneste, der var dus med Hitler. Han blev dog myrdet i 1934 under De lange knives nat, da han og SA blev for magtfuld. Ernst Röhm var homoseksuel.

## Tidlig karriere
Röhm var officer i Bayerns hær og gjorde tjeneste i første verdenskrig. I september 1914 fik han en granatsplint i ansigtet under kampene ved floden Meuse i Lorraine. Han fik et ar fra næse til hage og en operationen deformerede hans næse. Han begynder sin selvbiografi En højforræders historie med ordene: "23. juli 1906 blev jeg soldat", som om han ikke havde haft noget liv inden. Han foragtede civilister, og idealsamfundet for ham var kammeratskabet, han havde mødt i verdenskrigens skyttegrave. Ved krigens afslutning var han major.
Efter krigen gik han ind i Freikorps Epp, en privat milits under ledelse af Franz von Epp, en højt dekoreret, bayersk officer fra både Bokseroprøret i Kina og 1. Verdenskrig. Frikorpset var stiftet i München, bestod af veteraner og skulle tjene som en modvægt mod Weimarrepublikken. I 1920 gik Röhm ind i NSDAP og deltog i organiseringen af SA og det mislykkede Ølkælderkup. Han sad fængslet i 15 måneder i Landsberg-fængslet med Hitler. Röhm betragtede nærmest NSDAP som en hverveorganisation for SA. Om Hitler sagde han: "Vi må udnytte hans utvivlsomt store slagkraft. Men han er en letvægter, og ser ikke ud over Tysklands grænser. Vi må sætte ham til side, når tiden kommer."
Hitler var for ham en politiker, og som han skrev i sin selvbiografi: "Jeg forlanger forrang for soldaten fremfor politikeren."
Röhm blev løsladt i 1924 og arbejdede med Hitler på at genopbygge NSDAP. Det kom hurtigt til konflikter: I 1925 gik Röhm ud af partiet og rejste til Bolivia, hvor han arbejdede som militærrådgiver. 

## SA-kommandant
I 1930 afskedigede Hitler Franz Pfeffer von Salomon som SA-leder og overtog selv stillingen som øverstkommanderende for SA. Han bad Röhm komme hjem til Tyskland for at virke som stabschef i SA. Röhm accepterede tilbuddet og begyndte hurtigt at fylde centrale stillinger med venner og bekendte.
SA hed på folkemunde "bøffer", fordi de var "brune udenpå, men røde indeni". Röhm og SA repræsenterede den venstreorienterede retning i NSDAP, kendetegnet af en revolutionær, arbejdervenlig, antikapitalistisk tænkning. Denne fløj så med stor skepsis på Hitlers leflen for storkapital, industriherrer og de gamle magtstrukturer. SA var optaget af fællesskabsløsninger, planøkonomi, gerne højt skattetryk, offentligt ejede institutioner og sociale systemer for at få samfundet ud af den sociale nød, kapitalismen havde ført landet ind i.
Der gik vedvarende rygter om de homoseksuelle orgier, Röhm og andre SA-ledere deltog i. Venstrepressen fandt bevis for, at Röhm selv dyrkede homoseksuelle forhold. Oven i købet anmeldte Röhm en mandlig prostitueret Hermann Siegesmund for at have stjålet en kuffert fra ham. I politiprotokollen fra Berlins centrumsdistrikt stod Siegesmunds forklaring om, at Röhm 13. januar 1925 havde inviteret ham på et glas øl i Berlins Marienkasino: "Mens vi stadig sad påklædte i hotelværelset(...), faldt en papirlap på gulvet" som han tog op, men "først da jeg igen var ude på gaden, så jeg, at seddelen(...)var en udleveringsseddel for hr. Röhms rejsegods". Alligevel afviste Hitler alle klager over SA-ledelsens udsvævelser som "urimelige fornærmelser".
Röhm havde et nært forhold til Hitler, hvilket gav sig til udtryk ved, at han var den eneste top-nazist der var dus med Hitler og kaldte ham ved hans fornavn "Adolf", i stedet for "mein Führer."

## De lange knives nat
SA var oprettet for at beskytte partiets ledere, men i 1934 var denne opgave langt hen ad vejen overtaget af SS under ledelse af Heinrich Himmler. I den evige magtkamp i partiet var SA nu udsat. Röhm var heller ikke afholdt i Reichswehr, fordi han mente, at SA burde blive en integreret del af hæren. Generalstaben opfattede SA som en udisciplineret bande, mens Röhm på sin side holdt hærens officerer ansvarlige for nederlaget i 1918 og pralede: "Jeg er den nye hærs Scharnhorst."
Bægeret var fuldt, da Hitler blev informeret om, at Röhm planlagde en anden revolution, der skulle komplettere NSDAPs magtovertagelse året før. Röhms planer skræmte naturligvis industriledere, som støttede Hitler økonomisk, og han overvejede at opløse SA, men efter et møde mellem Hitler og Röhm blev de enige om en måneds pause, hvor SA ikke skulle gå i uniform eller udføre aktioner. Hitler fortalte Röhm, "hvor meget jeg takker skæbnen for, at jeg kan regne mænd som dig blandt mine venner og kampfæller". Samtidig gav han lederen for det hemmelige politi ordre om at samle beviser mod Röhm og SA med ordene: "Det er det vigtigste, De nogensinde har gjort!" Röhm på sin side anede ugler i mosen og råbte til sine SA-førere om Hitler: "Hvad den latterlige korporal erklærer, gælder ikke for os! Hitler er upålidelig og må mindst på ferie!" 
Hitler udsatte afgørelsen om, hvad der videre skulle ske, men Himmler og andre benyttede enhver mulighed for at bagtale Röhm. Reinhard Heydrich var også dus med Röhm, der som Himmler var gudfar til hans ældste søn Klaus, født i 1933. Alligevel fremstillede Heydrich uden skrupler "bevis" for, at Röhm planlagde et kup mod Hitler. Ingen af disse dokumenter eksisterer i dag, men Hitler fik blandt andet at høre, at Röhm skulle have modtaget 12 millioner Mark fra Frankrig for at gennemføre kuppet.
Hitler skulle møde Röhm igen 1. juli, men lige før bestemte han sig for, at grænsen var nået, og at der skulle ryddes op i SA. 29. juni var han rejst til Bad Godesberg, hvor han blev ringet op af Himmler med en falsk besked om, at SA i München var sat i alarmberedskab, og at SA i Berlin ville besætte regeringsbygningerne kl. 16 dagen efter. I virkeligheden var de fleste SA-folk i Berlin taget på ferie. Natten til 30. juni, kendt som De lange knives nat, fløj Hitler til Oberwiesenfeld ved München, hvor han fik oplyst, at det lokale SA allerede var mødt frem ved Feldherrnhalle. Uden at undersøge om det passede, rasede Hitler over "verdenshistoriens største tillidsbrud" og tog til det pensionat i Bad Wiessee, hvor Röhm logerede. Han åbnede i undertrøje. I sengen bagved lå en sengekammerat. Röhm blev arresteret af Hitler personligt, og Joseph Goebbels, som var til stede, ringede nu til Hermann Göring i Berlin og afgav det aftalte kodeord, "kolibri". Dermed brød terroren løs. Over hele Tyskland åbnede SS-ledere og lokalt politi forseglede konvolutter med navn på dem, der skulle dræbes. I Berlin uddelte Heydrich personligt ordrerne.
Röhm blev skudt 1. juli 1934 i celle 70 i fængslet München-Stadelheim, angiveligt på ordre fra Hitler, mens Hitler deltog i et haveselskab for ledende partifolk og deres familier. Rudolf Hess havde dagen før råbt: "Mein Führer, det er min opgave at skyde ham!" men i stedet for fik Röhm tilbud om at begå selvmord, idet han i fængselscellen fik overrakt en pistol med kun én patron, indpakket i sidste nummer af partiavisen Völkischer Beobachter. Röhm nægtede imidlertid at skyde sig, og svarede "Hvis jeg skal slås ihjel, så lad Adolf gøre det selv." Röhm fik ti minutter til at tage en beslutning og blev ladt alene i cellen. Da tiden var gået, og ingen lyd var kommet fra cellen, gik kommandanten i Dachau, Theodor Eicke, og en anden SS-mand ind i cellen. Her fandt de Röhm, som havde blottet sit bryst og skød det frem mod dem i trods. De dræbte ham herpå med to skud.
Henrettelsen blev senere legaliseret gennem en lov om statens selvforsvar, som blev vedtaget 13. juli efter pres fra Hitler. Den bestod af kun én sætning: "De iværksatte tiltag 1. og 2. juli for at knuse de forræderiske angreb mod staten skete med lov og ret i statslig nødværge."

### Trykte kilder
- Bedürftig, Friedemann (2008). Tredje riket från uppgång till fall: en uppslagsbok. Stockholm: Ersatz. s. 335. ISBN 978-91-88858-32-0.
- Fest, Joachim (2008). Hitler: en biografi (svensk). T Fischer & Co. ISBN 978-91-85183-56-2.
- Kershaw, Ian (2008). Hitler: en biografi (svensk). Bonniers. ISBN 978-91-0-011805-1.
- Klee, Ernst (2007). Das Personenlexikon zum Dritten Reich (tysk) (2 udgave). Frankfurt am Main: Fischer Taschenbuch Verlag. s. 502–503. ISBN 978-3-596-16048-8.
- Wistrich, Robert S. (2002). Who's Who in Nazi Germany (engelsk). London: Routledge. s. 205–207. ISBN 0-415-26038-8.